# 浜本陣
浜本陣（はまほんじん）とは、江戸時代の摂津兵庫津（現在の神戸市兵庫区）において西国諸藩の宿泊施設として用いられた大商人の邸宅をいう。

## 概要
兵庫においても他国同様、西国街道沿いに宿駅制に基づく兵庫宿本陣が整備されていたが、浜本陣とはそれとは別に西国大名と個々に結びつき、諸藩の米をはじめとする産物の販売や藩の用達を引き受けていた問屋業者であり、領国と大阪の間を海路移動する関係大名の参勤交代にあたっては、その邸宅を宿泊や休息に提供した。兵庫津は自身が古くからの商業港（大輪田泊）であるとともに、大阪入港に際して風待ち・潮待ちをする港でもあったためである。兵庫城の南一帯を南浜といい、それらの商人宅の多くがあったため宿駅本陣（宿本陣）に対し浜本陣と呼ばれた。これらの浜本陣は、朝鮮通信使来朝の際にも宿所として用いられた。
浜本陣は時代により増減はあるが、幕末には福岡・松江・秋月・山口・宇和島・津などの藩が利用した繪屋、薩摩藩の小豆屋、佐賀藩の肥前屋、松山藩の網屋佐左衛門、久留米・府内藩の壺屋、岡山・高松藩の網屋新九郎、杵築・延岡藩の網屋左右衛門、臼杵藩の網屋三太夫、熊本藩の網屋惣兵衛の九軒があった。
浜本陣の遺構は全く現存しない。近年までは唯一の遺構として内陸部の同区会下山町に移築された旧薩摩藩浜本陣・小豆屋の門があり、発行年の古い書籍などにこの記述がある場合があるが、これも老朽化により平成4年に解体された。

## 参照
1. ↑  兵庫津岡方惣会所史料『朝鮮信使来朝帰帆官録』
2. ↑  『新版 兵庫県の歴史散歩 上』山川出版社 136頁